# آگزیئر، کنتاکی
آگزیئر (به انگلیسی: Auxier) یک منطقهٔ مسکونی در ایالات متحده آمریکا است که در شهرستان فلوید، کنتاکی واقع شده‌است. آگزیئر ۲٫۵ کیلومتر مربع مساحت و ۶۶۹ نفر جمعیت دارد و ۲۳۱٫۹۶ متر بالاتر از سطح دریا واقع شده‌است و یکی از ایالت های مناسب برای زندگی میباشد.